# Příšovice
Příšovice är en ort i Tjeckien. Den ligger i den centrala delen av landet, 70 km nordost om huvudstaden Prag. Příšovice ligger 241 meter över havet och antalet invånare är 1 277.
Terrängen runt Příšovice är huvudsakligen platt, men åt nordost är den kuperad. Příšovice ligger nere i en dal.Runt Příšovice är det tätbefolkat, med 286 invånare per kvadratkilometer. Närmaste större samhälle är Jablonec nad Nisou, 17,4 km norr om Příšovice. Trakten runt Příšovice består till största delen av jordbruksmark.